# Fontana di Sarajevo al Velabro
Fontana di Sarajevo al Velabro är en liten fontän i närheten av Janusbågen vid Via del Velabro i Rione Ripa i Rom. 

## Beskrivning
Fontänen är en gåva från staden Sarajevo till staden Rom och invigdes den 14 februari 2000 av Roms borgmästare Francesco Rutelli och guvernören för Sarajevo kanton, Mustafa Mujezinović.
Fontänens inskrift lyder: 

## Bilder
| - Fontänen vid Via del Velabro. I bakgrunden ses kyrkan San Giorgio in Velabro, Arco degli Argentari och Janusbågen. |

### Webbkällor
- ”Roma: Da Sarajevo, una fontana davanti all'Arco di Giano” (på italienska). Adnkronos. GMC S.A.P.A. di G. P. Marra. 14 februari 2000. Arkiverad från originalet den 18 september 2021. https://archive.md/a5luB. Läst 18 september 2021.